# یواس‌اس جوزفین اچ. ۲ (اس‌پی-۲۴۵)
یواس‌اس جوزفین اچ. ۲ (اس‌پی-۲۴۵) (به انگلیسی: USS Josephine H. II (SP-245)) یک کشتی بود که طول آن ۶۵ فوت (۲۰ متر) بود. این کشتی در سال ۱۹۱۲ ساخته شد.